# Dóra Horti
Dóra Horti (ur. 25 kwietnia 1987 w Gyula) – węgierska koszykarka grająca na pozycji centra. Reprezentantka kraju.
7 maja 2012 roku podpisała kontrakt z Wisłą Can-Pack Kraków. W przeszłości reprezentowała inny polski klub – Lotos Gdynia.